# Дворянское собрание (Харьков)
Здание Дворянского собрания в Харькове, здание ВУЦИК — утраченное историческое здание в Харькове, располагавшееся на площади Конституции (тогда пл. Тевелева). В 1919 году штаб-квартира командующего Добровольческой армией генерала В. З. Май-Маевского, а в 1922—1934 годах здесь работало первое украинское советское правительство — ВУЦИК УССР. Здание разрушено во время Великой Отечественной войны в 1943 году, когда город четырежды переходил из рук в руки, и не восстанавливалось.

## История здания
В 1814 году харьковское дворянство решает построить дом в городе для проведения собраний. На строительство было собрано 128 987 рублей, проект был заказан архитектору Васильеву. В 1820 году работы по строительству здания были окончены. Здание при постройке было украшено пушками харьковской крепости. В этом же, 1820 году, город посетил царь Александр I и харьковские дворяне устроили в новом здании бал в честь приезда царя. Раз в три года в здании собиралось несколько сотен харьковских дворян и проводились выборы в Дворянское собрание. 13 марта 1893 года в здании Дворянского собрания в Харькове состоялось выступление известного композитора Российской империи П. И. Чайковского. В 1914 году с началом Первой мировой войны дом Дворянского Собрания был превращен в лазарет. В декабре 1917 года в здании состоялся Первый Всеукраинский съезд Советов.

## Штаб-квартира командующего Добровольческой армии
В период Гражданской войны, когда с июня по октябрь 1919 года в Харькове была установлена белая власть Вооруженных сил Юга России, в здании Дворянского собрания была размещена штаб-квартира командующего Добровольческой армией генерал-лейтенанта В. З. Май-Маевского, назначенного Главноначальствующим Харьковской области (при этом штаб Добрармии находился рядом, в гостинице «Гранд-отель „Европа“» на Сергиевской площади). В сквере перед этим зданием летом 1919 года делегация русских промышленников во главе с Рябушинским вручила Май-Маевскому золотую шашку. События, происходившие вокруг здания Дворянского собрания во второй половине 1919 года (поиск адъютантом командующего Павлом Макаровым (Павлом Кольцовым) здания для размещения штаба в Харькове и пребыванием затем в нём штаба), были экранизированы и отражены в художественном фильме «Адъютант его превосходительства».

## Здание ВУЦИК УССР
С 1922 по 1934 год в здании Дворянского собрания разместился Всеукраинский центральный исполнительный комитет (ВУЦИК) — высший законодательный орган УССР (предшественник Верховного Совета УССР). Здесь проходили съезды и конференции КП(б)У, ЛКСМУ, сессии ВУЦИКа. Площадь вокруг здания на эти годы стала главной площадью республики. В 1922—1924 годах здание Дворянского собрания было реконструировано и расширено за счет соседних корпусов гостиниц и по проекту архитектора А. В. Линецкого. Оно приобрело вид дворца в стиле русского классицизма с шестиколонным портиком ионического ордера и куполом на крыше.

## Первый в СССР дворец пионеров
В 1935 году, после перевода столицы в Киев и переезда правительства, здание было передано первому в СССР Дворцу пионеров. Накануне нового, 1936 года перед этим зданием была зажжена первая в УССР новогодняя ёлка для детей, автором сценария этого мероприятия был Пётр Львович Слоним.

## Разрушение

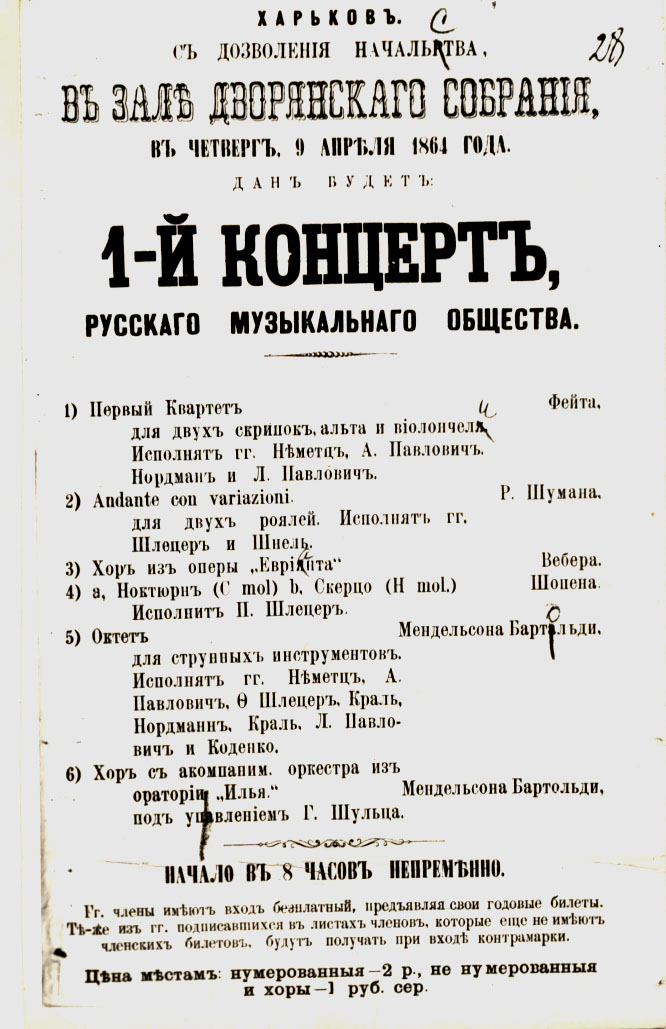
Афиша концерта, 1864

В Великую Отечественную войну, во время боёв за город в 1943 году, здание было сильно разрушено. Восстанавливать его не стали. Сейчас на его месте располагаются пешеходная часть площади и Монумент «Летящая Украина».
В последние годы своего существования здание было запечатлено на цветных фотографиях немецкой фотохроники, благодаря чему осталась возможность сохранить память о здании.